# Telicota anisodesma
Telicota anisodesma, bướm phi tiêu lớn hay bướm phi tiêu lớn phương Nam là một loài bướm thuộc Họ Bướm nhảy. Chúng được tìm thấy dọc theo tây nam bờ biển của New South Wales và đông bắc bờ biển của Queensland.
Sải cánh dài khoảng 30 mm.
Ấu trùng ăn các loài rừng nhiệt đới khác nhau, bao gồm mây nước. Chúng sống ở nơi trú ẩn hình trụ được xây dựng bằng cách cuộn một đầu lá, để lại một lối vào ở phía dưới.